# EPrix van São Paulo 2024 (december)
De ePrix van São Paulo 2024 werd gehouden op 7 december 2024 op het stratencircuit São Paulo. Dit was de eerste race van het Formule E-seizoen 2024-2025. Het was de tweede keer in 2024 dat er een race in São Paulo werd gehouden, nadat de editie van het seizoen 2023-2024 in maart van dat jaar plaatsvond.
De race werd gewonnen door Jaguar-coureur Mitch Evans, die vanaf de laatste plaats startte. António Félix da Costa werd voor Porsche tweede, terwijl McLaren-rijder Taylor Barnard met een derde plaats zijn eerste podiumfinish in het kampioenschap behaalde.

## Kwalificatie

### Groepsfase
De top vier uit iedere groep kwalificeerde zich voor de knockoutfase.
Groep A
| Pos | No | Coureur                | Team               | Tijd     |
| --- | -- | ---------------------- | ------------------ | -------- |
| 1   | 27 | Jake Dennis            | Andretti-Porsche   | 1:11.732 |
| 2   | 13 | António Félix da Costa | Porsche            | 1:11.891 |
| 3   | 23 | Oliver Rowland         | Nissan             | 1:11.899 |
| 4   | 25 | Jean-Éric Vergne       | DS                 | 1:11.952 |
| 5   | 37 | Nick Cassidy           | Jaguar             | 1:12.055 |
| 6   | 16 | Sébastien Buemi        | Envision-Jaguar    | 1:12.068 |
| 7   | 11 | Lucas di Grassi        | Lola-Yamaha-ABT    | 1:12.100 |
| 8   | 8  | Sam Bird               | McLaren-Nissan     | 1:12.113 |
| 9   | 55 | Jake Hughes            | Maserati           | 1:12.154 |
| 10  | 3  | David Beckmann         | Cupra Kiro-Porsche | 1:12.310 |
| 11  | 21 | Nyck de Vries          | Mahindra           | 1:12.317 |

Groep B
| Pos | No | Coureur            | Team               | Tijd      |
| --- | -- | ------------------ | ------------------ | --------- |
| 1   | 1  | Pascal Wehrlein    | Porsche            | 1:11.717  |
| 2   | 48 | Edoardo Mortara    | Mahindra           | 1:11.933  |
| 3   | 7  | Maximilian Günther | DS                 | 1:11.953  |
| 4   | 17 | Norman Nato        | Nissan             | 1:11.972  |
| 5   | 2  | Stoffel Vandoorne  | Maserati           | 1:12.046  |
| 6   | 33 | Dan Ticktum        | Cupra Kiro-Porsche | 1:12.047  |
| 7   | 4  | Robin Frijns       | Envision-Jaguar    | 1:12.161  |
| 8   | 51 | Nico Müller        | Andretti-Porsche   | 1:12.176  |
| 9   | 5  | Taylor Barnard     | McLaren-Nissan     | 1:12.423  |
| 10  | 22 | Zane Maloney       | Lola-Yamaha-ABT    | 1:12.550  |
| 11  | 9  | Mitch Evans        | Jaguar             | Geen tijd |

### Knockoutfase
De combinatie letter/cijfer staat voor de groep waarin de betreffende coureur uitkwam en de positie die hij in deze groep behaalde.
|  | Kwartfinale            | Kwartfinale     |                    |          | Halve finale | Halve finale |  |  | Finale | Finale |
|  |                        |                 |                    |          |              |              |  |  |        |        |
|  |                        |                 |                    |          |              |              |  |  |        |        |
|  | A3-A2                  |                 |                    |          |              |              |  |  |        |        |
|  |                        |                 |                    |          |              |              |  |  |        |        |
|  | Oliver Rowland         | 1:10.047        |                    |          |              |              |  |  |        |        |
|  | Oliver Rowland         | 1:10.047        | K1-K2              |          |              |              |  |  |        |        |
|  | António Félix da Costa | 1:10.107        |                    |          |              |              |  |  |        |        |
|  | António Félix da Costa | 1:10.107        | Oliver Rowland     | 1:09.905 |              |              |  |  |        |        |
|  | A4-A1                  |                 | Oliver Rowland     | 1:09.905 |              |              |  |  |        |        |
|  |                        | Jake Dennis     | 1:09.906           |          |              |              |  |  |        |        |
|  | Jean-Éric Vergne       | Jake Dennis     | 1:09.906           | 1:10.486 |              |              |  |  |        |        |
|  | Jean-Éric Vergne       |                 | H1-H2              | 1:10.486 |              |              |  |  |        |        |
|  | Jake Dennis            | 1:09.957        |                    |          |              |              |  |  |        |        |
|  | Jake Dennis            | 1:09.957        | Oliver Rowland     | 1:09.950 |              |              |  |  |        |        |
|  | B3-B2                  |                 | Oliver Rowland     | 1:09.950 |              |              |  |  |        |        |
|  |                        | Pascal Wehrlein | 1:09.851           |          |              |              |  |  |        |        |
|  | Maximilian Günther     | Pascal Wehrlein | 1:09.851           | 1:10.140 |              |              |  |  |        |        |
|  | Maximilian Günther     | K3-K4           |                    | 1:10.140 |              |              |  |  |        |        |
|  | Edoardo Mortara        | 1:10.461        |                    |          |              |              |  |  |        |        |
|  | Edoardo Mortara        | 1:10.461        | Maximilian Günther | 1:10.351 |              |              |  |  |        |        |
|  | B4-B1                  |                 | Maximilian Günther | 1:10.351 |              |              |  |  |        |        |
|  |                        | Pascal Wehrlein | 1:09.859           |          |              |              |  |  |        |        |
|  | Norman Nato            | Pascal Wehrlein | 1:09.859           | 1:10.114 |              |              |  |  |        |        |
|  | Norman Nato            |                 |                    | 1:10.114 |              |              |  |  |        |        |
|  | Pascal Wehrlein        | 1:09.992        |                    |          |              |              |  |  |        |        |
|  | Pascal Wehrlein        | 1:09.992        |                    |          |              |              |  |  |        |        |

### Startopstelling
| Pos | No | Coureur                | Team               |
| --- | -- | ---------------------- | ------------------ |
| 1   | 1  | Pascal Wehrlein        | Porsche            |
| 2   | 23 | Oliver Rowland         | Nissan             |
| 3   | 27 | Jake Dennis            | Andretti-Porsche   |
| 4   | 7  | Maximilian Günther     | DS                 |
| 5   | 13 | António Félix da Costa | Porsche            |
| 6   | 17 | Norman Nato            | Nissan             |
| 7   | 48 | Edoardo Mortara        | Mahindra           |
| 8   | 25 | Jean-Éric Vergne       | DS                 |
| 9   | 2  | Stoffel Vandoorne      | Maserati           |
| 10  | 37 | Nick Cassidy           | Jaguar             |
| 11  | 33 | Dan Ticktum            | Cupra Kiro-Porsche |
| 12  | 16 | Sébastien Buemi        | Envision-Jaguar    |
| 13  | 4  | Robin Frijns           | Envision-Jaguar    |
| 14  | 11 | Lucas di Grassi        | Lola-Yamaha-ABT    |
| 15  | 51 | Nico Müller            | Andretti-Porsche   |
| 16  | 8  | Sam Bird               | McLaren-Nissan     |
| 17  | 5  | Taylor Barnard         | McLaren-Nissan     |
| 18  | 55 | Jake Hughes            | Maserati           |
| 19  | 22 | Zane Maloney           | Lola-Yamaha-ABT    |
| 20  | 3  | David Beckmann         | Cupra Kiro-Porsche |
| 21  | 21 | Nyck de Vries          | Mahindra           |
| 22  | 9  | Mitch Evans            | Jaguar             |

## Race
| Pos | No | Coureur                | Team               | Rondes | Tijd/Oorzaak uitval | Grid | Punten |
| --- | -- | ---------------------- | ------------------ | ------ | ------------------- | ---- | ------ |
| 1   | 9  | Mitch Evans            | Jaguar             | 35     | 1:45:14.758         | 22   | 25     |
| 2   | 13 | António Félix da Costa | Porsche            | 35     | +0.384              | 5    | 19     |
| 3   | 5  | Taylor Barnard         | McLaren-Nissan     | 35     | +0.844              | 17   | 15     |
| 4   | 8  | Sam Bird               | McLaren-Nissan     | 35     | +1.158              | 16   | 12     |
| 5   | 48 | Edoardo Mortara        | Mahindra           | 35     | +1.800              | 7    | 10     |
| 6   | 21 | Nyck de Vries          | Mahindra           | 35     | +2.640              | 21   | 8      |
| 7   | 16 | Sébastien Buemi        | Envision-Jaguar    | 35     | +2.997              | 12   | 6      |
| 8   | 33 | Dan Ticktum            | Cupra Kiro-Porsche | 35     | +3.683              | 11   | 4      |
| 9   | 25 | Jean-Éric Vergne       | DS                 | 35     | +4.216              | 8    | 2      |
| 10  | 2  | Stoffel Vandoorne      | Maserati           | 35     | +4.779              | 9    | 1      |
| 11  | 7  | Maximilian Günther     | DS                 | 35     | +5.093              | 4    |        |
| 12  | 22 | Zane Maloney           | Lola-Yamaha-ABT    | 35     | +6.212              | 19   |        |
| 13  | 17 | Norman Nato            | Nissan             | 35     | +7.174              | 6    |        |
| 14  | 23 | Oliver Rowland         | Nissan             | 35     | +11.385             | 2    |        |
| NC  | 3  | David Beckmann         | Cupra Kiro-Porsche | 29     | +6 ronden           | 20   |        |
| DNF | 37 | Nick Cassidy           | Jaguar             | 34     | Energie             | 10   |        |
| DNF | 1  | Pascal Wehrlein        | Porsche            | 29     | Ongeluk             | 1    | 3      |
| DNF | 27 | Jake Dennis            | Andretti-Porsche   | 19     | Remmen              | 3    |        |
| DNF | 11 | Lucas di Grassi        | Lola-Yamaha-ABT    | 5      | Technisch           | 14   |        |
| DNF | 55 | Jake Hughes            | Maserati           | 1      | Ongeluk             | 18   |        |
| DNF | 51 | Nico Müller            | Andretti-Porsche   | 1      | Ongeluk             | 15   |        |
| DNS | 4  | Robin Frijns           | Envision-Jaguar    | 0      | Remmen              | 13   |        |

## Tussenstanden wereldkampioenschap

### Coureurs
| Positie | No. | Rijder                 | Team               | Punten |
| ------- | --- | ---------------------- | ------------------ | ------ |
| 01      | 9   | Mitch Evans            | Jaguar             | 25     |
| 02      | 13  | António Félix da Costa | Porsche            | 19     |
| 03      | 5   | Taylor Barnard         | McLaren-Nissan     | 15     |
| 04      | 8   | Sam Bird               | McLaren-Nissan     | 12     |
| 05      | 48  | Edoardo Mortara        | Mahindra           | 10     |
| 06      | 21  | Nyck de Vries          | Mahindra           | 08     |
| 07      | 16  | Sébastien Buemi        | Envision-Jaguar    | 06     |
| 08      | 33  | Dan Ticktum            | Cupra Kiro-Porsche | 04     |
| 09      | 1   | Pascal Wehrlein        | Porsche            | 03     |
| 10      | 25  | Jean-Éric Vergne       | DS                 | 02     |

### Teams
| Positie | Team               | Punten |
| ------- | ------------------ | ------ |
| 01      | McLaren-Nissan     | 27     |
| 02      | Jaguar             | 25     |
| 03      | Porsche            | 22     |
| 04      | Mahindra           | 18     |
| 05      | Envision-Jaguar    | 06     |
| 06      | Cupra Kiro-Porsche | 04     |
| 07      | DS                 | 02     |
| 08      | Maserati           | 01     |
| 09      | Lola-Yamaha-ABT    | 0      |
| 10      | Nissan             | 0      |

### Constructeurs
| Pos. | Constructeur | Punten |
| ---- | ------------ | ------ |
| 01   | Jaguar       | 31     |
| 02   | Nissan       | 27     |
| 03   | Porsche      | 22     |
| 04   | Mahindra     | 18     |
| 05   | Stellantis   | 03     |
| 06   | Lola-Yamaha  | 0      |